# KomiInteravia
Komiinteravia is een Russische luchtvaartmaatschappij met haar thuisbasis in Syktyvkar.

## Geschiedenis
Komiinteravia is opgericht in 1996 als afsplitsing van KomiAviatrans voor de uitvoering van vluchten met vliegtuigen met vaste vleugels.

## Vloot
De vloot van Komiinteravia bestaat uit: (nov.2006)
- 1 Yakolev Yak-40 ()
- 4 Antonov AN-24V